# Kållekärr
Kållekärr är en tätort i Tjörns kommun i Västra Götalands län. 

## Befolkningsutveckling
| Befolkningsutvecklingen i Kållekärr 1970–2020 | Befolkningsutvecklingen i Kållekärr 1970–2020 | Befolkningsutvecklingen i Kållekärr 1970–2020 | Befolkningsutvecklingen i Kållekärr 1970–2020 | Befolkningsutvecklingen i Kållekärr 1970–2020 |
| --------------------------------------------- | --------------------------------------------- | --------------------------------------------- | --------------------------------------------- | --------------------------------------------- |
|                                               |                                               |                                               |                                               |                                               |
| År                                            |                                               |                                               | Folkmängd                                     | Areal (ha)                                    |
| 1970                                          | 1970                                          |                                               | 227                                           |                                               |
| 1975                                          | 1975                                          |                                               | 229                                           |                                               |
| 1980                                          | 1980                                          |                                               | 395                                           |                                               |
| 1990                                          | 1990                                          |                                               | 487                                           | 49                                            |
| 1995                                          | 1995                                          |                                               | 524                                           | 51                                            |
| 2000                                          | 2000                                          |                                               | 550                                           | 52                                            |
| 2005                                          | 2005                                          |                                               | 557                                           | 54                                            |
| 2010                                          | 2010                                          |                                               | 560                                           | 54                                            |
| 2015                                          | 2015                                          |                                               | 629                                           | 77                                            |
| 2020                                          | 2020                                          |                                               | 754                                           | 99                                            |
| Anm.: Ny tätort 1970                          |                                               |                                               |                                               |                                               |

## Samhället
Här finns skola, brandstation heltid (1+2) och Tjörns enda dygnsambulans  är placerad här tillsammans med ett apotek och en busstation. Även diverse affärer samt en bensinstation finns på orten.

## Bilder

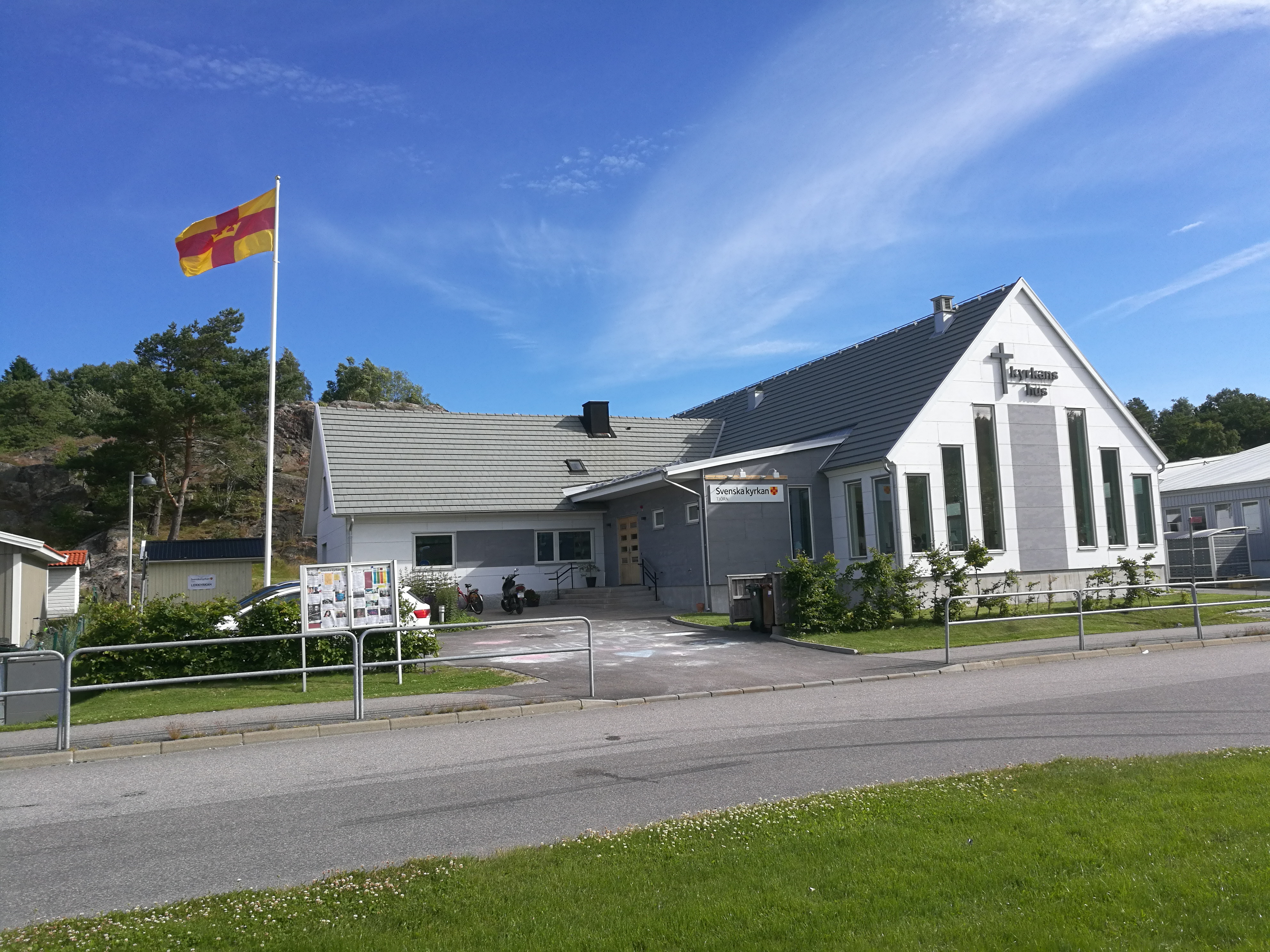
Kyrkans hus
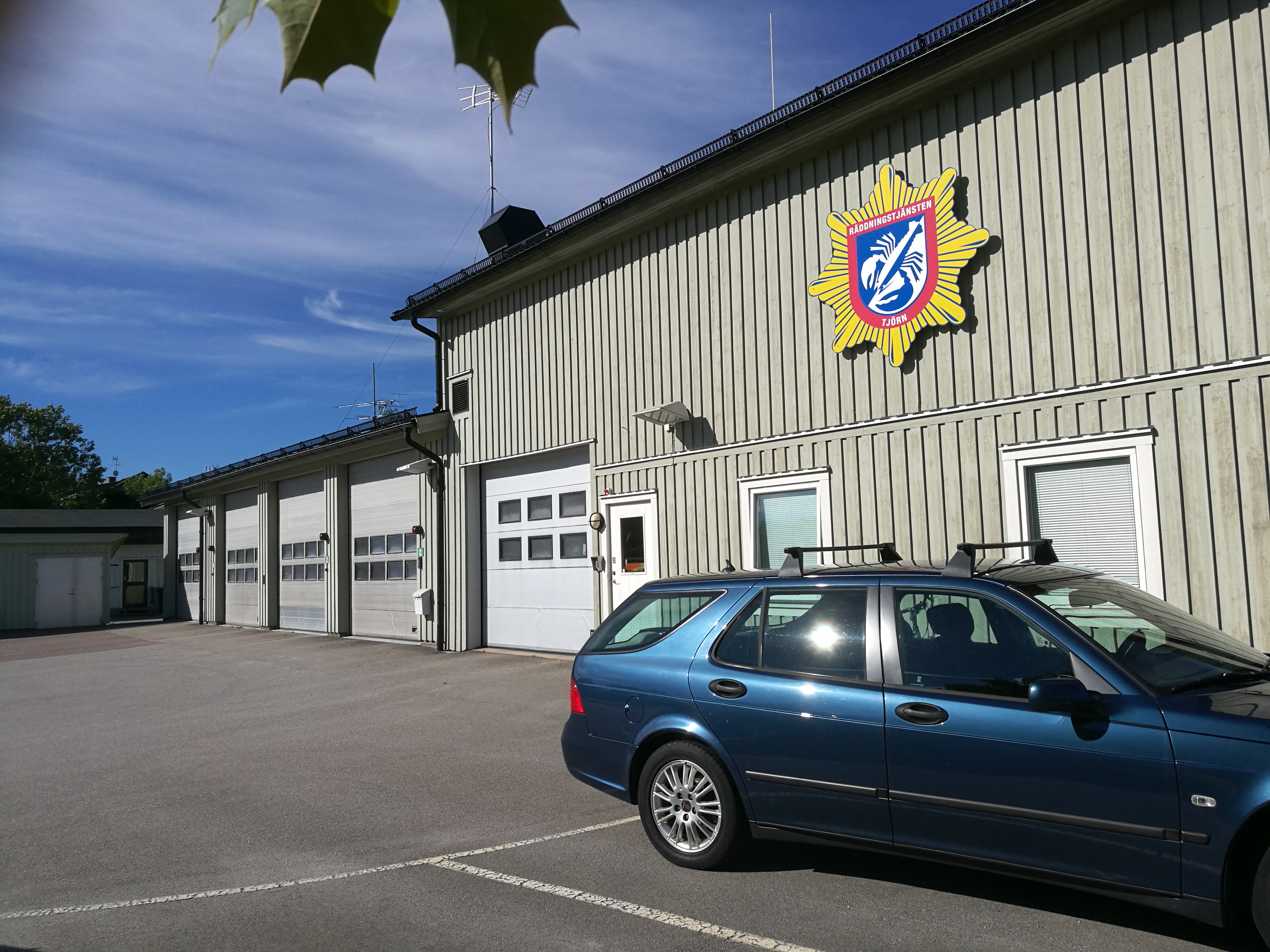
Brandstationen
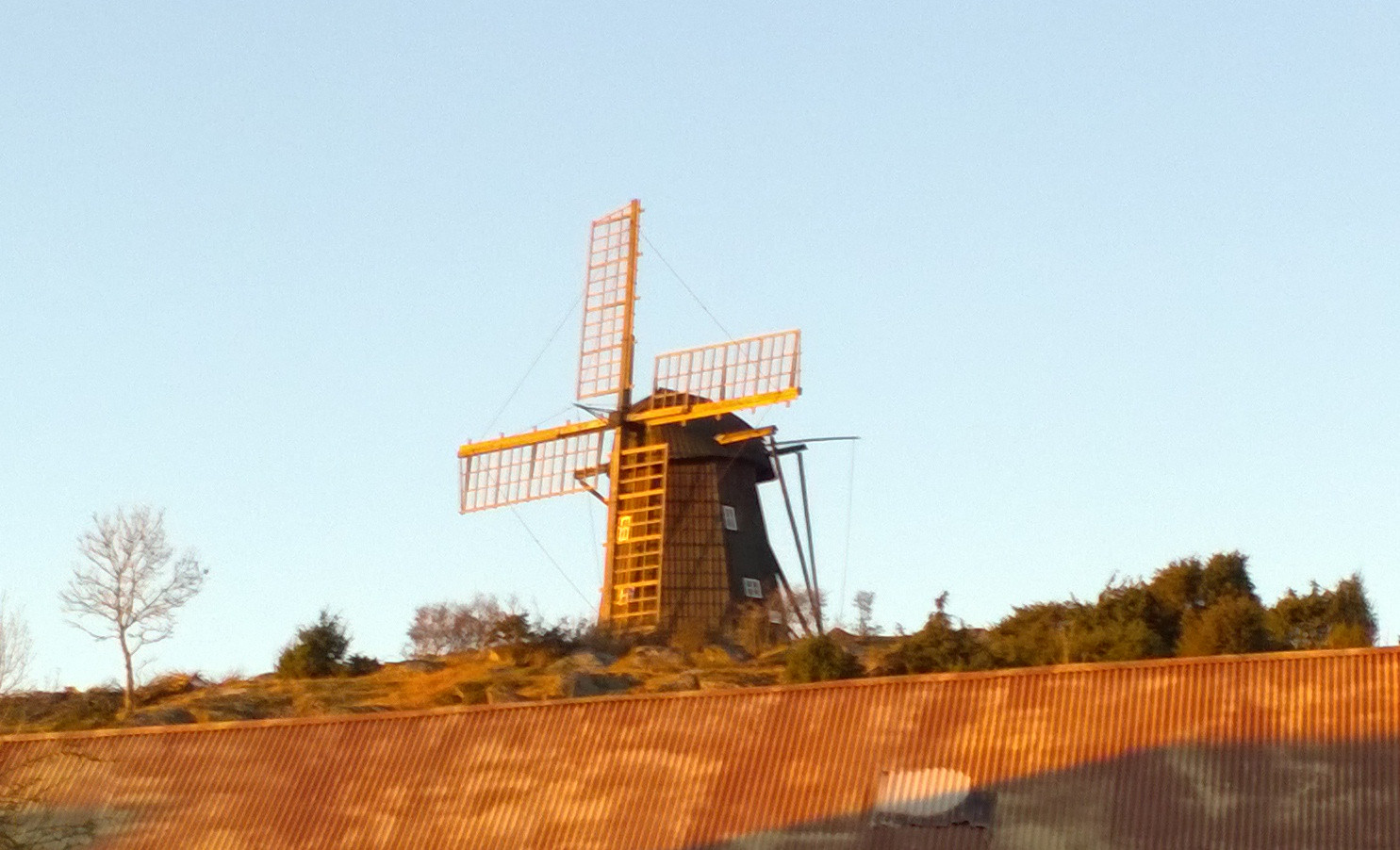
Väderkvarn